# Brunovce
Brunovce (deutsch Brunotz, ungarisch Brunóc) ist eine Gemeinde im Westen der Slowakei mit 638 Einwohnern (Stand 31. Dezember 2024), die zum Okres Nové Mesto nad Váhom, einem Teil des Trenčiansky kraj, gehört.

## Geographie
Die Gemeinde befindet sich im Nordteil des Donauhügellands am rechten Ufer der Waag und deren Kanals namens Biskupický derivačný kanál. Das Ortszentrum liegt auf einer Höhe von 172 m n.m. und ist jeweils zehneinhalb Kilometer von Nové Mesto nad Váhom und Piešťany entfernt.
Nachbargemeinden sind Potvorice im Norden, Hrádok im Nordosten, Lúka im Osten, Horná Streda im Süden, Pobedim im Südwesten und Čachtice im Westen.

## Geschichte
Brunovce wurde zum ersten Mal 1374 als Barnoch schriftlich erwähnt. Das Dorf gehörte Großgrundbesitzern wie Bercsényi, Komoró, Sándor, Mednyánszky und anderen, zeitweise lag es im Herrschaftsgebiet der nahen Burg Tematín. 1715 wohnten acht Haushalte im Ort, 1720 gab es hier eine Mühle. 1828 zählte man 46 Häuser und 320 Einwohner, deren Haupteinnahmequellen Landwirtschaft, teilweise Häkeln und Sticken waren.
Bis 1918 gehörte der im Komitat Neutra liegende Ort zum Königreich Ungarn und kam danach zur Tschechoslowakei beziehungsweise heute Slowakei.

## Bevölkerung
| Jahr                | 1994 | 2004    | 2014    | 2024     |
| ------------------- | ---- | ------- | ------- | -------- |
| Anzahl der Personen | 534  | 544     | 551     | 638      |
| Unterschied         |      | +1,87 % | +1,28 % | +15,78 % |

| Jahr                | 2023 | 2024    |
| ------------------- | ---- | ------- |
| Anzahl der Personen | 632  | 638     |
| Unterschied         |      | +0,94 % |

Nach der Volkszählung 2011 wohnten in Brunovce 557 Einwohner, davon 551 Slowaken, 2 Deutsche und 1 Magyare. 3 Einwohner machten keine Angabe zur Ethnie.
486 Einwohner bekannten sich zur römisch-katholischen Kirche und 7 Einwohner zur Evangelischen Kirche A. B. 41 Einwohner waren konfessionslos und bei 23 Einwohnern wurde die Konfession nicht ermittelt.

## Bauwerke und Denkmäler
- Landschloss im Spätrenaissance-Stil aus der zweiten Hälfte des 17. Jahrhunderts mit einer Barockkapelle